# イースター・シールズ
イースターシールズ（Easterseals）は、アメリカの慈善団体で、障害児・障害者とその家族のために出来る活動を行っている。
1919年にエドガー・アレンにより創立され、当初は「アメリカ肢体不自由児協会」（the National Society for Crippled Children）という名称を使用していた。 アレンは、それまでは、1907年路面電車の事故で自分の息子が死に至るという事件があった後、イリリアの病院で基金を立ち上げるためのキャンペーン活動を行っていた。
最初の「シールズ」のキャンペーンは、1934年の春に開始された。それは商品の包装紙の上に募金者を募りますというシールを貼るというものだった。彼らのロゴは、ユリの花で、新しい人生と蘇りをシンボライズしたものである。これは1952年に採用されたものである。「イースター・シールズ」という名前は、1967年から使われるようになった。しかし、この名前以外には、この団体は、一切宗教的なつながりを持っていない。
イースター・シールズは、アメリカ合衆国で450ヶ所の支援活動の拠点を持ち、毎年100万人以上の障害を持った人たちに援助活動を行っている。それ以外の箇所でも同様の支援プログラムが用意されている。アメリカ国内でのイースター・シールズの活動は、グッドウィル・インダストリーズとの提携関係で行われている。クリスマス・シールズというよく似た名前の団体が、アメリカ肺がん協会（the American Lung Association）と連動した活動を行っているが、イースター・シールズとは無関係である。